# Vankovîci, Sambir
Vankovîci (în ucraineană Ваньковичі) este un sat în comuna Kupnovîci din raionul Sambir, regiunea Liov, Ucraina.

## Demografie
Componența lingvistică a localității Vankovîci
     Ucraineană (99,71%)
     Alte limbi (0,29%)
Conform recensământului din 2001, majoritatea populației localității Vankovîci era vorbitoare de ucraineană (99,71%), existând în minoritate și vorbitori de alte limbi.